# ويليام سيمون
ويليام سيمون (بالإنجليزية: William Simon)‏ هو عالم اجتماع أمريكي، ولد في 1930، وتوفي في 2000.